# Tío Tom

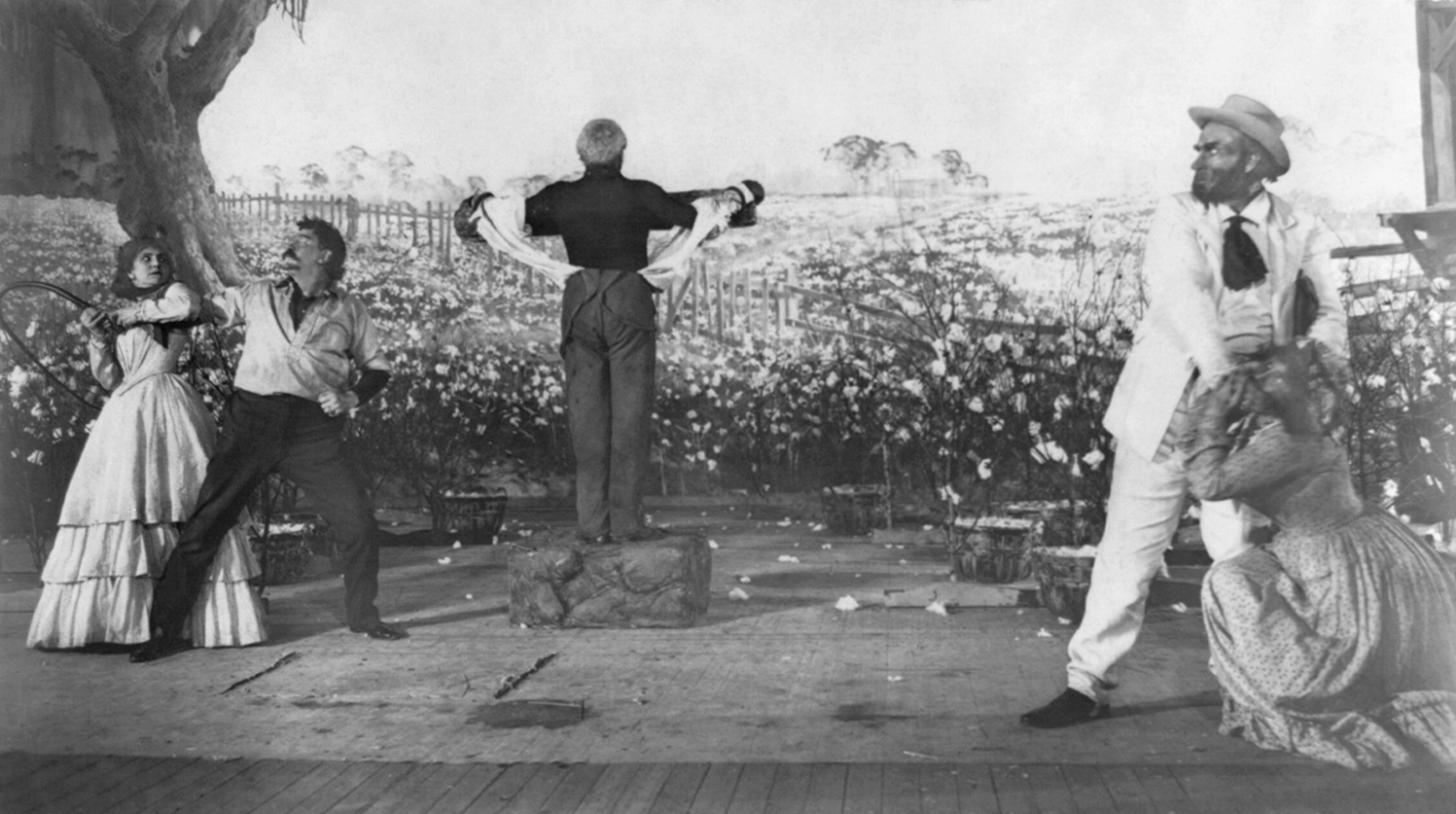
Una adaptación de 1901 de La cabaña del tío Tom que contiene elementos mezclados del original del mártir cristiano de Harriet Beecher Stowe's y el carácter juglar de adaptaciones posteriores.

Detalle de una ilustración de la edición del primer libro de La cabaña del tío Tom. Muestra al tío Tom joven y musculoso

El Tío Tom es el personaje protagonista de la novela de Harriet Beecher Stowe La cabaña del tío Tom (Uncle Tom's Cabin), en la que se narra la triste historia de un esclavo y su familia, quienes a pesar de las múltiples desgracias que les acontecen siguen y aceptan su destino y su situación con respecto a los blancos.
En la actualidad es un término peyorativo utilizado por los negros estadounidenses para referirse a los negros excesivamente serviles o sumisos con los blancos o simplemente poco reivindicativos. El-Hajj Malik El-Shabazz, más conocido como Malcolm X, llamaba así a Martin Luther King Jr.

El tío Tom, en una serie de 1885 de linterna mágica